# HK MVD
HK MVD (ryska: ХК МВД) var en professionell ishockeyklubb baserad i Balasjicha, Moskva oblast, Ryssland.

## Historik
Klubben bildades år 1949 som Spartak Kalinin, och tog år 2004 namnet MVD (Ministry of Internal Affairs, ryska: Министерство внутренних дел, МВД). Samma år (2004) kvalificerade klubben till slutspel i Ryska superligan i ishockey för första gången, där det blev förlust mot AK Bars Kazan i åttondelsfinal.
År 2007 flyttades klubben till Balasjicha, för att spela i en arena med högre publikkapacitet, vilket krävs i KHL. Säsongen 2009/2010 nådde klubben finalen om Gagarin Cup, mycket tack vare målvakten Michael Garnett. Väl i finalen blev det dock förlust mot AK Bars Kazan.

### Sammanslagning med HK Dynamo Moskva
Inför säsongen 2010/2011 gick klubben samman med Dynamo Moskva på grund av ekonomiska problem, och antog namnet OHK Dynamo Moskva (ryska: Объединённый хоккейный клуб Динамо svenska: Förenade hockeyklubben Dynamo), vilket klubben gick under några säsonger.
Inför säsongen 2013/2014 återgick klubben att officiellt använda namnet Hockey Klub (HK) Dynamo Moskva igen. Dock lever HK MVD:s ungdomsverksamhet kvar som en del i Dynamo Moskvas verksamhet, och laget spelar i juniorligan MHL.